# Câmpia Turzii
Câmpia Turzii (húngaro: Aranyosgyéres), cidade importante do județ (distrito) de Cluj, Roménia, situada na região da Transilvânia. Em 2002 tinha 26865 habitantes.